# Lac Beaucours
Pour les articles homonymes, voir Beaucours.
Le lac Beaucours est un plan d'eau douce à la tête de la rivière de la Queue de Castor. Ce lac est situé dans le territoire de la ville de Eeyou Istchee Baie-James (municipalité), dans la région administrative du Nord-du-Québec, dans la province de Québec, au Canada.
Ce lac s’étend entièrement dans le canton de Beaucours, près de la limite Sud de Eeyou Istchee Baie-James (municipalité) et de la MRC Le Domaine-du-Roy, au Nord du réservoir Gouin dans le bassin versant de la rivière Mégiscane.
La foresterie constitue la principale activité économique du secteur. Les activités récréotouristiques, en second.
Le bassin versant du lac Beaucours est desservi du côté Est par des routes forestières secondaires qui se connectent vers le Sud à une route principale (sens Est-Ouest) qui passe à environ km au Sud d’une baie du lac Beaucours. Cette dernière se déroule en parallèle (du côté Nord) à la route 212 reliant le village d’Obedjiwan à la rive Est du réservoir Gouin via la vallée du ruisseau Verreau.
La surface du lac Beaucours est habituellement gelée de la mi-novembre à la fin avril, toutefois la circulation sécuritaire sur la glace se fait généralement du début décembre à la fin de mars.

## Géographie
Les principaux bassins versants voisins du lac Beaucours sont :
- côté nord : rivière Cawcot, lac Gabriel (rivière Opawica), lac Robert (rivière Opawica), lac Rohault, lac Nemenjiche, rivière de la Queue de Castor ;
- côté est : rivière de la Queue de Castor, lac Normandin (rivière Normandin), ruisseau Verreau, rivière Ventadour, rivière Titipiti, lac Poutrincourt ;
- côté sud : ruisseau Eastman, lac Baptiste (rivière Toussaint), lac Ventadour (rivière Ventadour), lac du Principal, ruisseau à l'Eau Claire (réservoir Gouin), ruisseau Verreau, lac Dubois (ruisseau Verreau), lac Omina, baie Verreau ;
- côté ouest : rivière Pokotciminikew, ruisseau Augusta, rivière Toussaint, rivière Pascagama.

D’une longueur de 8,4 km, une largeur de 1,9 km et une altitude de 405 m), le lac Beaucours, comporte les caractéristiques suivantes (sens horaire, à partir de la deuxième embouchure) :
- ruisseau Beaucours (venant du Sud) une plaine de marais des cantons de Pfister et de Beaucours ;
- une baie s’étirant sur 4,6 km vers le Nord-Ouest, en zone de marais. Note  : Cette baie reçoit la décharge (venant du Nord) d’un ensemble de lacs ;
- une presqu’île s’avançant sur 1,5 km vers le Sud, séparant la baie du Nord-Ouest avec la baie du Nord-Est ;
- une baie au Nord-Est s’étirant sur 2,1 km menant au premier émissaire du lac. Note : Cet émissaire coule sur 6,4 km vers le Nord-Est pour aller rejoindre la rivière de la Queue de Castor ;
- une baie au Sud-Est s’étirant sur 1,8 km menant au premier émissaire.

Cette dernière embouchure du lac Beaucours est localisée au Sud-Est du lac, soit à :
- 9,0 km au Sud de la première embouchure du lac Beaucours ;
- 18 km au Sud de la confluence de la rivière de la Queue de Castor avec le lac Gabriel (rivière Opawica) ;
- 30 km au Sud de la confluence du lac Gabriel (rivière Opawica) et le lac des deux Îles ;
- 28,4 km au Sud du lac Rohault ;
- 83,3 km au Sud-Est du Chapais (Québec) ;
- 205 km au Nord-Est de l’embouchure de la rivière Mégiscane ;
- 240 km à l’Est du centre-ville de Matagami[1].

À partir de l’embouchure du lac Beaucours, le courant coule sur 261,5 km jusqu'à la rivière Bell, selon les segments suivants :
- 23,6 km vers le Nord en descendant la rivière de la Queue de Castor ;
- 12,8 km vers le Nord en traversant le lac Gabriel (rivière Opawica) ;
- 225,1 km vers le Nord-Ouest en descendant la rivière Opawica jusqu’à sa confluence avec la rivière Waswanipi.

De là, le courant descendant successivement la rivière Waswanipi, la rivière Bell et la rivière Nottaway.

## Toponymie
Le toponyme "Lac Beaucours " a été officialisé le 5 décembre 1968 par la Commission de toponymie du Québec, soit à la création de cette commission.